# La Madeleine (Nord)
Pour les articles homonymes, voir Madeleine.
La Madeleine est une commune française de la Métropole européenne de Lille située dans le département du Nord, en région Hauts-de-France. Elle est limitrophe de la ville de Lille.

## Géographie

### Localisation
La Madeleine est une commune du nord de la banlieue lilloise, localisée dans la partie septentrionale de la plaine du Mélantois, en Flandre romane, à la limite du pays de Ferrain.
|                       | Marquette-lez-Lille | Marcq-en-Barœul |
| Saint-André-lez-Lille | La Madeleine        |                 |
|                       | Lille               |                 |

### Hydrographie

#### Réseau hydrographique
La commune est située dans le bassin Artois-Picardie. Elle est drainée par le canal de la Deûle et un autre petit cours d'eau,.
Le canal de la Deûle est un canal, chenal navigable, d'une longueur de 59 km, prend sa source dans la commune de Douai et se jette  dans la Lys à Deûlémont, après avoir traversé 40 communes. 

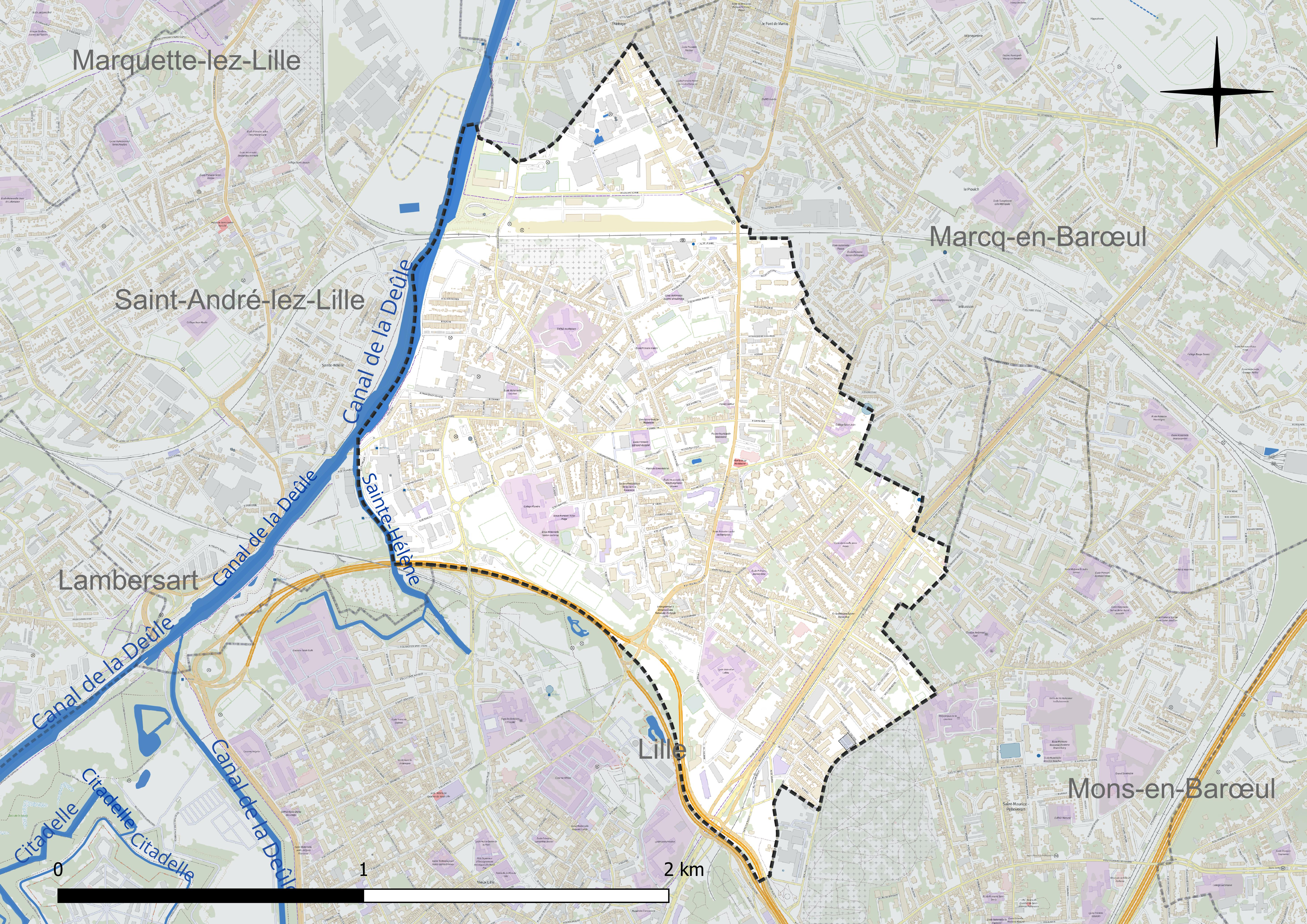
Réseau hydrographique de la Madeleine.

#### Gestion et qualité des eaux
Le territoire communal est couvert par le schéma d'aménagement et de gestion des eaux (SAGE) « Marque Deûle ». Ce document de planification concerne un territoire de 1 120 km2 de superficie, délimité par les bassins versants de la Marque et de la Deûle, formant une vaste cuvette sédimentaire de 40 km de long et de 25 km de large, où la pente est très faible. Le périmètre a été arrêté le 2 décembre 2005 et le SAGE proprement dit a été approuvé le 9 mars 2020. La structure porteuse de l'élaboration et de la mise en œuvre est la Métropole européenne de Lille. 
La qualité des cours d'eau peut être consultée sur un site dédié géré par les agences de l'eau et l'Agence française pour la biodiversité. 

### Climat
Pour des articles plus généraux, voir Climat des Hauts-de-France et Climat du Nord.
En 2010, le climat de la commune est de type climat océanique dégradé des plaines du Centre et du Nord, selon une étude du CNRS s'appuyant sur une série de données couvrant la période 1971-2000. En 2020, Météo-France publie une typologie des climats de la France métropolitaine dans laquelle la commune est exposée à un climat océanique et est dans la région climatique  Nord-est du bassin Parisien, caractérisée par un ensoleillement médiocre, une pluviométrie moyenne régulièrement répartie au cours de l'année et un hiver froid (3 °C). 
Pour la période 1971-2000, la température annuelle moyenne est de 10,6 °C, avec une amplitude thermique annuelle de 14,1 °C. Le cumul annuel moyen de précipitations est de 656 mm, avec 11,6 jours de précipitations en janvier et 8,5 jours en juillet. Pour la période 1991-2020, la température moyenne annuelle observée sur la station météorologique la plus proche, située sur la commune de Lesquin à 8 km à vol d'oiseau, est de 11,3 °C et le cumul annuel moyen de précipitations est de 740,0 mm,. Pour l'avenir, les paramètres climatiques de la commune estimés pour 2050 selon différents scénarios d'émission de gaz à effet de serre sont consultables sur un site dédié publié par Météo-France en novembre 2022.

## Urbanisme

### Typologie
Au 1er janvier 2024, La Madeleine est catégorisée grand centre urbain, selon la nouvelle grille communale de densité à sept niveaux définie par l'Insee en 2022.
Elle appartient à l'unité urbaine de Lille (partie française), une agglomération internationale regroupant 60  communes, dont elle est une commune de la banlieue,,. Par ailleurs la commune fait partie de l'aire d'attraction de Lille (partie française), dont elle est une commune du pôle principal,. Cette aire, qui regroupe 201 communes, est catégorisée dans les aires de 700 000 habitants ou plus (hors Paris),.

### Occupation des sols
L'occupation des sols de la commune, telle qu'elle ressort de la base de données européenne d'occupation biophysique des sols Corine Land Cover (CLC), est marquée par l'importance des territoires artificialisés (100 % en 2018), une proportion identique à celle de 1990 (100 %). La répartition détaillée en 2018 est la suivante : 
zones urbanisées (72,6 %), zones industrielles ou commerciales et réseaux de communication (19 %), espaces verts artificialisés, non agricoles (8,4 %). L'évolution de l'occupation des sols de la commune et de ses infrastructures peut être observée sur les différentes représentations cartographiques du territoire : la carte de Cassini (XVIIIe siècle), la carte d'état-major (1820-1866) et les cartes ou photos aériennes de l'IGN pour la période actuelle (1950 à aujourd'hui).

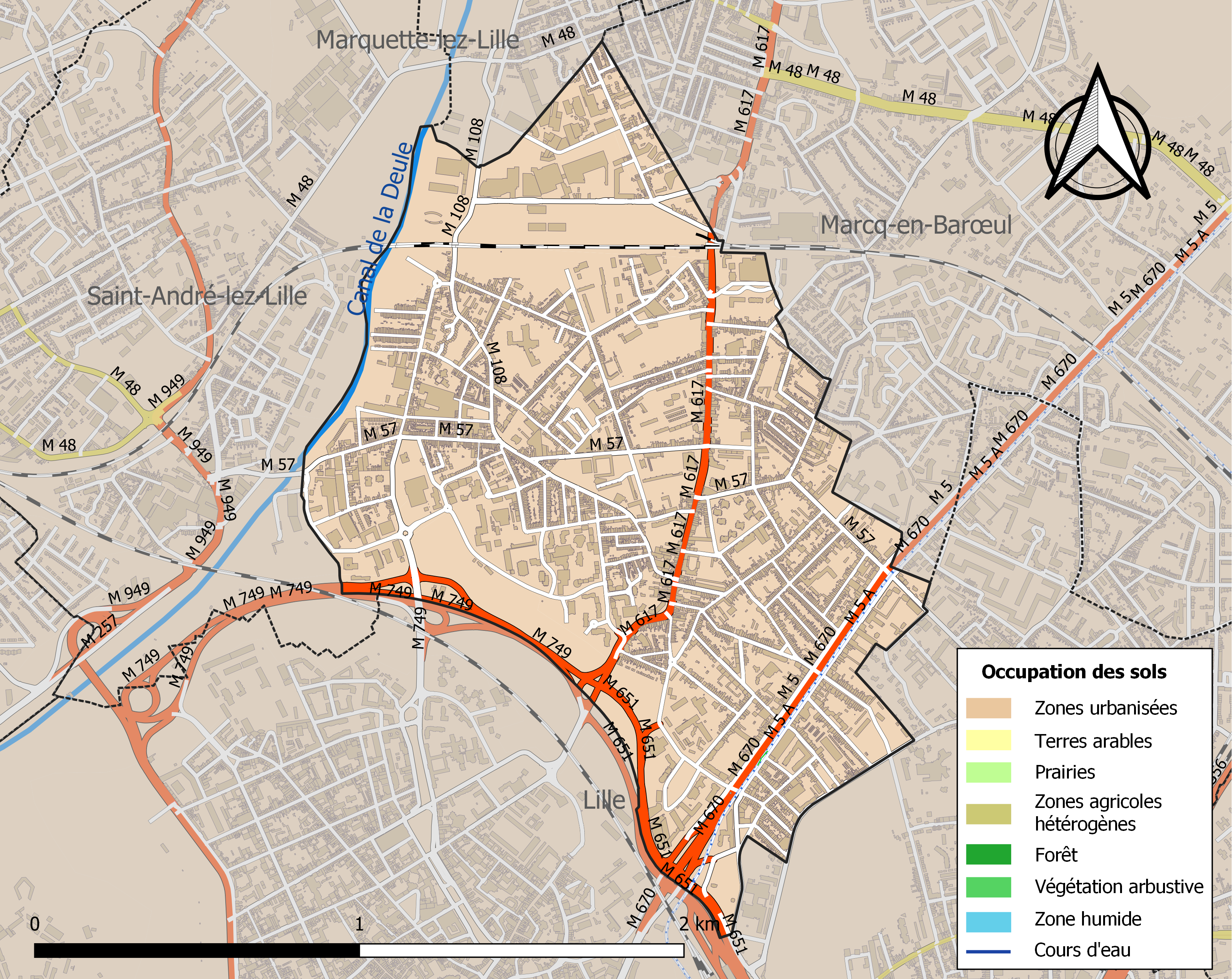
Carte des infrastructures et de l'occupation des sols de la commune en 2018 (CLC).

### Voies de communication et transports
La gare de La Madeleine est desservie par des trains TER Hauts-de-France assurant des missions entre les gares de Lille-Flandres et d'Hazebrouck].
La Madeleine est traversée par la ligne de tramway du réseau Ilévia le long de l'avenue de la République, localement appelée « Grand Boulevard ».
La commune est desservie, en 2023, par les Lianes 5 et 91, et par les lignes 14, 50, 86, 88 et CO3 du réseau Ilévia.
Plusieurs stations du service V'Lille sont également implantées dans la commune.
Au 23 octobre 2019, deux stations Citiz sont en place dans la commune, pour effectuer de l'autopartage.

## Toponymie
Berkem en flamand.
Parfois nommée La Madeleine-les-Lille ou La Madeleine-lez-Lille.

## Histoire

### De la Flandre à la France
Aux origines de la commune actuelle de La Madeleine, on trouve, dès le début du XIIIe siècle — mais sans doute lui sont-ils antérieurs — un petit nombre de hameaux et de lieux-dits, dont les noms même ont aujourd'hui disparu : le Vert-Pire, qu'on pourrait situer à proximité de l'actuel Romarin ; le Riez (« la jachère ») qui correspond de nos jours au centre-ville (mairie, église), Waudringhien, que les constructions militaires de Vauban ont fait disparaître à la fin du XVIIe siècle ; Berkem, enfin, plus à l'écart, bordée par la Deûle. Il faudrait y ajouter le faubourg de Courtrai, absorbé par la ville de Lille, de façon partielle sous Philippe le Bel qui y construit le château de Courtrai.
L'ensemble a constitué la paroisse Sainte-Marie-Madeleine de Lille fondée en 1233 à l'extérieur de l'enceinte de la ville, celle du castrum originel.
Le territoire madeleinois partage son sort contrasté avec celui de la ville de Lille. D'abord gouverné par les comtes de Flandre, il passe à la France par actes de guerre au début du XIVe siècle ; revenu à la Flandre en 1369, il entre, par le jeu de mariages successifs, dans l'ensemble flamand-bourguignon, puis, en 1477, dans l'empire des Habsbourg. Le surgissement du protestantisme déclenche en Flandre, dans la seconde moitié du XVIe siècle, une série de troubles dont La Madeleine ne sera pas préservée ; dans cette période agitée se place l'épisode héroïque, et probablement mythique, de Jeanne Maillotte. En définitive, la commune, comme toute la Flandre, demeure dans le giron de l'Église romaine.
Lorsque Charles Quint décide de partager son Empire, les Pays-Bas catholiques reviennent à l'Espagne de Philippe II ; La Madeleine reste en marge de la grande Histoire, et mène l'existence d'un village sans événements marquants.
Le château de Courtrai est démoli en 1577. Son territoire et le faubourg de Courtrai sont englobés dans un agrandissement de Lille en 1617.
En 1667-1668, Louis XIV, au cours de la guerre de Dévolution, conquiert la région lilloise, dont le traité d'Aix-la-Chapelle lui confirme la possession. Cette conquête est suivie par la construction  par Vauban de la citadelle de Lille et d'une nouvelle enceinte fortifiée autour de la ville.

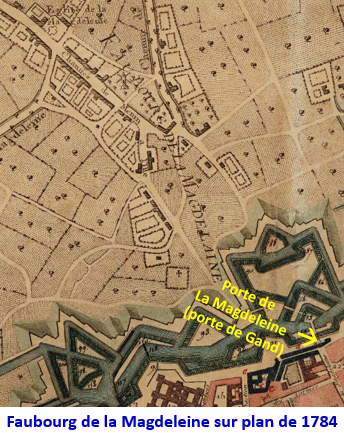
Faubourg de la Madeleine sur plan de 1784

Cette enceinte intègre à l'intérieur de la ville agrandie une partie de la paroisse Sainte-Madeleine où est aménagé un nouveau quartier s'étendant sur le territoire de la partie également annexée de la paroisse voisine Saint-André. Ces remparts constituent une entrave aux échanges spontanés de La Madeleine avec la grande ville, qui n'est plus accessible désormais que par la porte de la Madeleine, actuelle porte de Gand. Le territoire à l'extérieur de la zone fortifiée, le « faubourg de la Madeleine » compris  dans la banlieue de Lille (territoire soumis à la juridiction du magistrat de Lille), se développe cependant, essentiellement le long de la grande route de Lille à Menin, l'actuelle rue du Général de Gaulle, voie privilégiée du commerce et des invasions et autour de son église à l'emplacement de l'actuelle.
À la fin du règne de Louis XIV, la guerre de succession d'Espagne place encore la région au centre des hostilités ; la coalition anglo-hollando-autrichienne envahit la châtellenie de Lille en 1708, et La Madeleine, située entre les troupes lilloises de Boufflers et celles du Prince Eugène et de Marlborough, qui dirigent la coalition, souffre cruellement des combats : le village est incendié, pratiquement anéanti. Ce n'était pas la première fois : tout au long de l'Histoire, le site avait été jugé propice par les armées qui convoitaient Lille (Philippe-Auguste en 1214, Philippe le Bel en 1297, en 1340 les défenseurs de Lille eux-mêmes.) La paix d'Utrecht, en 1713, rendra pourtant la région à la France.
La paix revenue, il faut songer à la reconstruction ; mais des disettes, des sécheresses, des épidémies ponctuent la vie de ces villageois de l'Ancien Régime. Les événements familiaux, les fêtes patronales éclairent des existences toutes consacrées à un dur labeur.

### Révolution et Empire
Le faubourg de la Madeleine, qui compte environ 600 habitants à la veille de la Révolution française, se constitue en commune  conformément aux nouvelles institutions avec un premier maire élu en mars 1790. Sa limite avec la commune de Lille est celle de la zone fortifiée qui entoure la porte de Gand.
La période révolutionnaire constitue un moment de trouble, d'agitation intérieure, avec des batailles rangées entre factions. De surcroît, le Nord est à nouveau envahi par les troupes étrangères, en 1792, pendant le siège de Lille (qui échouera), les Autrichiens sont à Berkem.
Sous l'Empire, les Madeleinois connaissent le sort difficile de tous les Français, et leur vie ne change guère. En dehors d'une fabrique d'amidon, de deux moulins à huile et d'un petit chantier de construction de bateaux, c'est l'activité agricole qui occupe toujours la plus grande part des habitants. La proximité de Lille et la position de La Madeleine sur la grand'route ont pourtant favorisé la présence d'aubergistes, de maréchaux-ferrants, de quelques artisans. Sans doute aussi, les nombreuses activités textiles de la grande ville ont-elles assuré un travail, à domicile ou dans les ateliers lillois, à une fraction de la population.

### Le décollage démographique et industriel
Dans les années 1825-1830, apparaissent, à proximité de la route de Menin (devenue rue de Lille dans sa partie madeleinoise), de petits ateliers de mécanique ; l'un des plus connus est celui de Fontaine, dont l'existence est attestée en 1832. Dès 1820, Pitoux avait installé, dans un lieu non précisé de la commune, un atelier de fabrication de céruse, activité dangereuse qui ne subsistera pas à La Madeleine au-delà des années 1830.
En 1835, le négociant lillois Desmaziéres fonde dans le hameau écarté de Berkem une fabrique de sucre qui va subsister une dizaine d'années, sans doute condamnée par la surproduction ; mais les Desmazières resteront longtemps attachés à Berkem. C'est dans le même hameau que François Claes installe en 1842 une petite entreprise de produits chimiques, reprise en 1847 par Frédéric Kuhlmann qui lui donnera une extension considérable. C'est toujours à Berkem que les Lillois Delesalle-Desmedt établissent une usine linière en 1852. Surtout, la commune bénéficie, à partir de 1848, du lancement par les Rothschild de la voie de chemin de fer de Lille à Calais. Installée entre les remparts de Lille et le sud de La Madeleine, elle sera déplacée en 1875 au nord, sur son site actuel.
Vers 1850, la population avoisine 2 000 personnes, soit trois fois plus qu'au début du siècle, grâce à la paix et aux échanges. L'église de la seule paroisse, détruite en 1792, est reconstruite en 1839 ; elle sera remplacée, quarante ans plus tard, par l'église actuelle. Les Petites sœurs des Pauvres s'installent en 1848. Trois ans plus tôt, une autre congrégation a ouvert une école de filles rue de Lille. En 1875, les Dames de Saint-Maur, autre congrégation enseignante, créent un pensionnat dans l'avenue qui porte désormais leur nom ; destiné à l'éducation des jeunes filles de la bourgeoisie ; le bâtiment, qui subsiste, présente un réel intérêt architectural, par l'alliance qu'il propose de la brique et du métal.
La commune, déjà, prend les allures d'une petite ville. Trois facteurs vont converger pour la faire entrer définitivement dans la société industrielle : l'apport constant de nouvelles techniques, souvent d'origine britannique ; la congestion de Lille, enserrée dans ses fortifications, qui ne seront détruites que dans l'entre-deux-guerres après leur déclassement en 1919, le front nord-est longeant La Madeleine étant d'ailleurs préservé ; la disponibilité d'une main-d'œuvre abondante, considérablement amplifiée par une immigration belge croissante après 1850. Dès 1851, les Belges représentent le quart de la population, la moitié pendant les 25 années suivantes. Entre-temps, La Madeleine est passée de 2 000  à   7 000 habitants. Ces nouveaux venus, presque tous ouvriers, s'installent surtout dans la partie ouest de la ville : un nouveau quartier se forme autour de la rue Jeanne Maillotte, et Berkem devient aussi un secteur ouvrier. Dans toute cette zone, les conditions de logement et de salubrité sont désastreuses, avec la création de multiples courées.
La fusion de La Madeleine avec Lille est envisagée en 1858 avec les communes limitrophes de Saint-André, Fives et Lambersart (outre Wazemmes, Esquermes et Moulins à l'intérieur de la nouvelle enceinte agrandie). Ce projet n'eut pas de suite, seule la commune de Fives extra-muros étant absorbée par la grande ville.
De nombreuses fonderies et chaudronneries apparaissent, rue de Lille et aux alentours (Durot-Binault, Boyer, remplacé vers 1890 par Blondel, et toujours l'entreprise Fontaine) ; il faudrait y ajouter tout un ensemble de petits ateliers de mécanique. À partir de 1872, Berkem voit encore s'implanter de nouvelles usines textiles, parmi lesquelles les filatures Agache, Saint-Léger et, plus tardivement, Huet, qui emploient toutes de très nombreux salariés, fréquemment des femmes.
La nouvelle église Sainte-Marie-Madeleine est ouverte au culte en 1888. Les transformations démographiques vont amener l'archevêque de Cambrai à autoriser la création d'une nouvelle paroisse à Berkem, de plus en plus peuplée, dont l'église Saint-Vital est inaugurée en 1868. Un nouvel hôtel de ville, plus en rapport avec les nouvelles dimensions de la commune, est inauguré en 1892. Des équipements inédits apportent aux Madeleinois (dont une partie notable reste cependant très démunie) des éléments de confort : le gaz en 1861 pour l'éclairage - parcimonieux - des rues principales, puis l'électricité. La ligne de tramway J à chevaux assure la liaison avec Lille à partir de 1879. La ligne est convertie en traction à vapeur en 1888 puis électrifiée en 1902. Les premiers branchements téléphoniques sont installés en 1905-1906. En 1893, un quai de débarquement des marchandises est construit sur la Deûle canalisée, à côté de la grande teinturerie Dedondère, face à la commune de Saint-André. Il servira surtout à l'acheminement du charbon et des grumes. La grande usine Kuhlmann utilise de préférence le chemin de fer.
En 1896, Albert Calmette, alors professeur à la faculté de médecine, crée la première station d'épuration des eaux usées française sur la commune de la Madeleine.
Un réseau d'associations sportives, musicales, colombophiles, politiques, d'organisations de jeunesse de tendances différentes, couvre la ville, dont la population dépasse 12 000 habitants en 1900. La commune n'échappe pas aux convulsions politiques, sociales, religieuses, du temps : bagarres, grèves. La grande querelle autour de la séparation de l'Église et de l'État culmine au début de 1906 avec les manifestations qui accompagnent l'inventaire des deux sanctuaires madeleinois. À partir de 1890, un quartier se dessine autour de la nouvelle gare, de part et d'autre de la voie ferrée, avec les huileries Carpentier-Lefebvre, la fabrique de sommiers métalliques d'Eugène Huyghe, l'usine de dégraissage Rozendaal. Peu avant la guerre de 1914, la Carbonique française s'installe rue Saint-Charles. Mais partout dans la commune les entreprises se multiplient, de toute nature : brasseries (Delesalle, Vanneufville, etc.), ateliers de torréfaction de cafés (notamment Fichaux), fabrique d'extincteurs (Fleury-Legrand) ; l'activité économique ne cesse de se diversifier.
Au début du XXe siècle, un événement nouveau vient modifier radicalement la physionomie de la commune : le percement d'un boulevard entre Lille et Roubaix-Tourcoing. La nouvelle artère traverse l'est de La Madeleine, secteur pratiquement inhabité jusque-là et consacré à l'agriculture, à l'exception de la fabrique de décorations funéraires Foubert, qui remonte à 1891)
. Une partie de la ville est ainsi séparée du territoire principal, et s'en trouvera de plus en plus isolée par une circulation automobile croissante Dès 1909, une ligne de tramways électrique dessert ce boulevard (l'actuelle avenue de la République). Un nouveau quartier naît ainsi, des deux côtés de cette voie, et occupe, progressivement, tout l'espace encore disponible entre la rue de Lille et la limite orientale de la ville. Il se développera progressivement entre 1910 et 1940. Des ensembles résidentiels, des villas cossues, souvent inspirées du style Art nouveau, aux motifs floraux abondants, aux bow-windows élégants, sont habitées par une population socialement privilégiée d'industriels, de fonctionnaires, de membres des professions tertiaires et libérales. Une concession du constructeur d'automobiles Renault s'y implante dès 1909, Panhard attendra 1925 pour y ouvrir une succursale.

### D'une guerre à l'autre
Au cœur de cette évolution est survenue la guerre de 1914-1918, durant laquelle les Madeleinois connaissent les mêmes épreuves que toute la région, occupée de l'automne 1914 à l'automne 1918 : brimades, restrictions de toutes sortes, impositions frappent la commune. Des destructions sont opérées, des démontages d'usines accomplis, sans parler, évidemment de la perte sans retour que constitue la mort au combat de plusieurs centaines d'habitants de la ville.
L'état-major de la 1re brigade d'infanterie se mobilise à La Madeleine dès l'ordre de mobilisation générale du 2 août 1914. La brigade est commandée par le général de brigade Marjoulet et regroupe deux régiments d'infanterie (Armée de terre française sur le front occidental en 1914). Le général et les trois capitaines qui le secondent reçoivent un cheval de selle le 4 août 1914. Le lendemain, l'état-major embarque à la gare de La Madeleine, vers Lille. Un train l'emmène de Lille vers Hirson puis vers Aubenton où il va stationner. Il passe les premiers jours de la guerre dans cette région puis dans l'est de la France.
Le pont métallique qui surplombe les voies ferrées à l'extrémité nord de la rue de Lille est détruit pendant la guerre ; il ne sera rétabli qu'en 1921.
La reconstruction s'opère du reste sans délai à la crise croissante du logement, les lois Ribot-Loucheur apportent une réponse partielle ; c'est dans ce cadre que sont construites, vers 1930, de nouvelles rues près de la place du Marché : avenue Joffre, rue Clemenceau, constituées d'habitations individuelles ; l'ensemble vise à une réelle qualité en matière d'urbanisme. Antérieurement, des habitations ouvrières plus banales, mais confortables au regard de l'époque, avaient été édifiées par les grandes firmes textiles, principalement à Berkem.
Durant la période 1920-1939, la vie économique se transforme encore, en particulier par l'arrivée de la famille Schwob, venue de l'est de la France, qui rachète aux Barrois et aux Delesalle la Cotonnière de Fives, rue Pasteur, dont elle amplifie la production. L'espace faisant défaut, les Schwob vont surtout développer leur affaire vers le quartier du Plouich, à Marcq-en-Barœul, qu'ils transforment totalement.
Peu après la fin de la guerre, l'évêché se préoccupe de doter le secteur de l'avenue de la République de sa propre paroisse ; ce sera chose faite en 1937, avec l'inauguration de l'église Notre-Dame de Lourdes, construction moderne, originale dans sa conception, qui s'intègre aisément dans son environnement résidentiel.
À l'automne 1939, la France entre dans une nouvelle guerre. La défaite de 1940 place le Nord-Pas-de-Calais dans une zone interdite ; ce sont quatre sombres années pour les Madeleinois, de servitudes et de contraintes de toute nature, durant lesquelles la population se tient dignement. La résistance passive de la majorité est amplifiée par l'action efficace d'un petit nombre de combattants, qui paieront souvent leur courage de leur vie ou d'une terrible déportation. Leur souvenir est perpétué par le baptême des rues Eugène-d'Hallendre, François-de-Guillebon, et de la place des Fusillés et Déportés. La Madeleine se voit imposer, durant ces années, la présence du service de contre-espionnage allemand, aux sinistres interrogatoires. Après la Libération, vécue dans la liesse, la présence prolongée de troupes américaines concrétise la fin des mauvais jours.

### La désindustrialisation et le remodelage urbain
Avec le retour des prisonniers de guerre et la remise en route de l'outil économique, La Madeleine, dont la population dépasse désormais 20 000 habitants, reprend son développement. Les municipalités successives s'efforcent de résoudre, à leur échelle, la crise du logement, par la construction de grands ensembles d'habitations à loyer modéré, principalement dans le centre de la ville. Leur tâche est rendue plus difficile par l'exiguïté du territoire communal. Des années 1960 à nos jours, une série d'opérations d'envergure, parfois radicales, tendent à corriger la croissance anarchique du XIXe siècle : elles portent surtout sur les vieux quartiers ouvriers, c'est-à-dire sur Berkem et le secteur de la rue Jeanne-Maillotte. Un nouveau quartier, la Nouvelle Madeleine, surgit à proximité du boulevard périphérique aménagé sur le premier tracé du chemin de fer, celui de 1848. Même le secteur plus récent de l'avenue de la République, est profondément modifié : l'avenue du Maréchal-Leclerc (ex-rue du Jardin botanique) est percée pour assurer un dégagement de la circulation vers Fives ; depuis 2010, le secteur du Romarin, qui avait déjà accueilli le lycée Valentine Labbé, assure ainsi une totale continuité urbaine jusqu'au boulevard périphérique. Les équipements nouveaux qu'exige la société contemporaine (piscine, crèche, salles de sport, stades, squares) ont été progressivement créés.
Toutes ces transformations se sont produites, cependant, dans un contexte économique assombri. L'industrie, qui est à l'origine de la croissance madeleinoise, a connu un reflux incessant. Les vastes usines du XIXe siècle ont pour la plupart disparu entre 1970 et 1985 approximativement : le tissage Huet a fermé ses portes. L'entreprise Agache est rachetée par les frères Willot avant d'être reprise par le holding Financière Agache contrôlé par Bernard Arnault et cesse son activité. Si un ensemble résidentiel a pu être construit rue Pasteur, c'est sur le terrain précédemment occupé par l'entreprise Delesalle et la Cotonnière de Fives, reprise par Marcel Boussac en 1945 avant de disparaître dans la tourmente. Il ne s'agissait pas d'un problème local, mais d'un phénomène général, aux causes multiples, auquel La Madeleine n'a pu se soustraire. Un regain d'activité du commerce, l'ampleur nouvelle du secteur tertiaire (banque, assurances), ont pu limiter, sans les supprimer, les effets de la crise. D'autres entreprises, de moindres dimensions mais plus nombreuses, ont commencé à assurer la relève. Certaines mettent en œuvre des techniques parmi les plus avancées (dans le domaine de la ventilation industrielle, par exemple), et préfigurent ce que pourrait être l'avenir de La Madeleine ; la densification du tissu économique de la ville sera l'enjeu des prochaines années.
Source : Texte original de Monsieur Pouchain, historien de La Madeleine

## Politique et administration

### Situation administrative

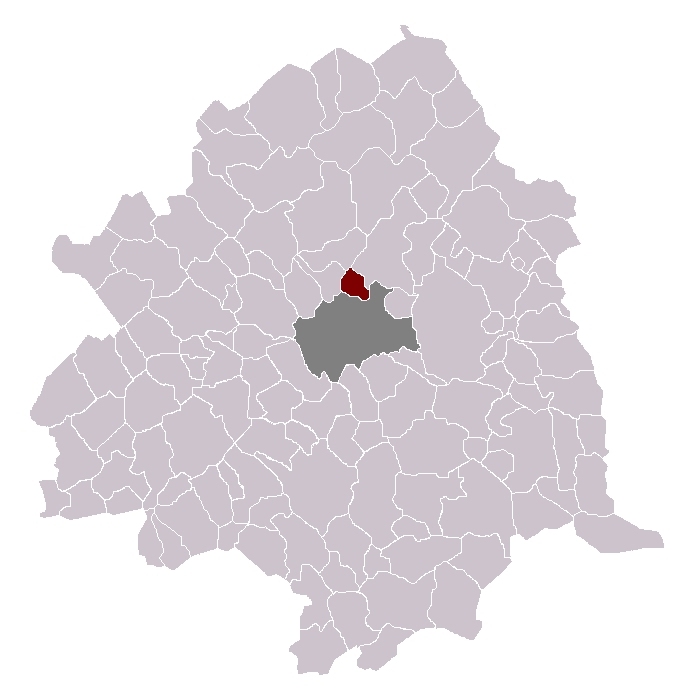
La Madeleine dans son canton et son arrondissement.

La Madeleine est une commune française située dans le département du Nord en région Hauts-de-France. Elle fait partie de la Métropole européenne de Lille.
Administrativement, La Madeleine appartient :
- À l'arrondissement de Lille.
- Au canton de Lille-1.
- À la quatrième circonscription législative du Nord.

La commune est également rattachée à la Préfecture du Nord, située à Lille, et dépend des services administratifs de la Métropole européenne de Lille.

### Administration municipale
La commune de La Madeleine est administrée par un conseil municipal présidé par le maire Sébastien Leprêtre, en fonction depuis le 18 mai 2020. La mairie est située au 160 rue du Général-de-Gaulle, 59562 La Madeleine Cedex.
Le conseil municipal est composé de plusieurs adjoints et conseillers, parmi lesquels :
- Justin Longuenesse, 1er adjoint
- Violette Massiet, 2ème adjointe
- Bruno Flajolet, 3ème adjoint
- Céline Le Roy, 4ème adjointe
- Eryck Ziza, 5ème adjoint
- Stéphanie Poullie, 6ème adjointe
- Olivier Robin, 7ème adjoint
- Céline Brichet, 8ème adjointe
- Arnaud Poutrain, 9ème adjoint.

La mairie est ouverte :
- Du lundi au vendredi : de 08h15 à 12h00 et de 13h30 à 17h15
- Le samedi : de 08h30 à 12h00.

### Liste des maires
| Période      | Période   | Identité                   | Étiquette                     | Qualité |
| ------------ | --------- | -------------------------- | ----------------------------- | --- |
| 1792         | 1799      | Charles Delrue             |                               | |
| 1799         | 1810      | Louis Prouvost,            |                               | |
| 1810         | 1812      | Pierre Raux                |                               | |
| 1812         | 1816      | François Raux              |                               | |
| 1816         | 1827      | Henri Delos                |                               | |
| 1827         | 1839      | Pierre Lepers              |                               | |
| 1839         | 1855      | Jean-Baptiste Bonnier      |                               | |
| 1855         | 1861      | Jean Carrière              |                               | |
| 1861         | 1876      | Ernest Dupont              |                               | |
| 1876         | 1892      | Charles Crepelle-Fontaine, |                               | |
| 1892         | 1904      | Georges Fontaine           |                               | |
| 1904         | 1908      | Pierre Saint-Léger         |                               | |
| 1908         | 1912      | Emile Delesalle            |                               | |
| 1912         | 1919      | Charles Delesalle          |                               | |
| 1919         | 1935      | Edouard Descamps           |                               | |
| 1935         | 1944      | Gustave Scrive-Thiriez     | Entente républicaine          | Industriel du textile Conseiller général de Lille-Nord (1936 → 1940)                                                                        |
| 1944         | 1947      | Charles Happe,             |                               | Médecin |
| octobre 1947 | mars 1971 | Alain Le Marc'hadour       | RPF puis RS puis UNR puis UDR | Médecin Suppléant du député Liévin Danel (1962-1967) Député du Nord (3e circ.) (1970 → 1973) Conseiller général de Lille-Nord (1951 → 1976) |
| mars 1971    | mars 1977 | Pierre Billecocq           | UDR puis RPR                  | Administrateur civil et diplomate Député du Nord (3e circ.) (1968 → 1969 et 1973) Conseiller général de Lille-Nord-Est (1970 → 1973)        |
| mars 1977    | mars 2008 | Claude Dhinnin             | RPR puis UMP                  | Agent immobilier et agent d'assurances Député du Nord (1973 → 1981 et 1986 → 1997) Conseiller général de Lille-Nord (1976 → 1988)           |
| mars 2008    | En cours  | Sébastien Leprêtre         | UMP puis LR                   | Cadre Conseiller départemental de Lille-1 (2021 → ) Vice-président de la Métropole européenne de Lille                                      |

### Instances judiciaires et administratives
La commune relève du tribunal judiciaire de Lille, de la cour d'appel de Douai, du tribunal pour enfants de Lille, du tribunal de commerce de Tourcoing, du tribunal administratif de Lille et de la cour administrative d'appel de Douai.

### Distinctions
Depuis 2002, la commune de la Madeleine affiche trois fleurs au panonceau des villes et villages fleuris de France.
En 2011, elle a été récompensée par le label « Ville Internet @@@ ».

### Jumelages
- Kaarst (Allemagne)

## Population et société

### Démographie

#### Évolution démographique
L'évolution du nombre d'habitants est connue à travers les recensements de la population effectués dans la commune depuis 1793. Pour les communes de plus de 10 000 habitants les recensements ont lieu chaque année à la suite d'une enquête par sondage auprès d'un échantillon d'adresses représentant 8 % de leurs logements, contrairement aux autres communes qui ont un recensement réel tous les cinq ans,.

En 2022, la commune comptait 22 161 habitants, en évolution de +4,27 % par rapport à 2016 (Nord : +0,51 %, France hors Mayotte : +2,11 %).
| 1793 | 1800 | 1806 | 1821 | 1831 | 1836 | 1841  | 1846  | 1851  |
| ---- | ---- | ---- | ---- | ---- | ---- | ----- | ----- | ----- |
| 541  | 611  | 569  | 657  | 788  | 925  | 1 126 | 1 528 | 1 974 |

| 1856  | 1861  | 1866  | 1872  | 1876  | 1881  | 1886  | 1891  | 1896   |
| ----- | ----- | ----- | ----- | ----- | ----- | ----- | ----- | ------ |
| 2 443 | 4 015 | 5 410 | 6 348 | 7 461 | 8 504 | 9 060 | 9 689 | 10 779 |

| 1901   | 1906   | 1911   | 1921   | 1926   | 1931   | 1936   | 1946   | 1954   |
| ------ | ------ | ------ | ------ | ------ | ------ | ------ | ------ | ------ |
| 12 359 | 13 522 | 15 699 | 17 902 | 20 428 | 21 507 | 21 501 | 21 688 | 22 831 |

| 1962   | 1968   | 1975   | 1982   | 1990   | 1999   | 2006   | 2011   | 2016   |
| ------ | ------ | ------ | ------ | ------ | ------ | ------ | ------ | ------ |
| 23 381 | 23 203 | 20 999 | 22 115 | 21 601 | 22 399 | 22 681 | 22 221 | 21 253 |

| 2021   | 2022   | - | - | - | - | - | - | - |
| ------ | ------ | - | - | - | - | - | - | - |
| 22 488 | 22 161 | - | - | - | - | - | - | - |

#### Pyramide des âges
La population de la commune est relativement jeune.
En 2018, le taux de personnes d'un âge inférieur à 30 ans s'élève à 38,0 %, soit en dessous de la moyenne départementale (39,5 %). À l'inverse, le taux de personnes d'âge supérieur à 60 ans est de 21,8 % la même année, alors qu'il est de 22,5 % au niveau départemental.
En 2018, la commune comptait 10 100 hommes pour 11 868 femmes, soit un taux de 54,02 % de femmes, largement supérieur au taux départemental (51,77 %).
Les pyramides des âges de la commune et du département s'établissent comme suit.
| Hommes | Classe d’âge | Femmes |
| ------ | ------------ | ------ |
| 0,7    | 90 ou +      | 1,8    |
| 4,2    | 75-89 ans    | 8,3    |
| 12,8   | 60-74 ans    | 15,2   |
| 16,7   | 45-59 ans    | 16,7   |
| 26,0   | 30-44 ans    | 21,2   |
| 21,6   | 15-29 ans    | 21,3   |
| 18,0   | 0-14 ans     | 15,5   |

| Hommes | Classe d’âge | Femmes |
| ------ | ------------ | ------ |
| 0,5    | 90 ou +      | 1,4    |
| 5,3    | 75-89 ans    | 8,1    |
| 14,8   | 60-74 ans    | 16,2   |
| 19,1   | 45-59 ans    | 18,4   |
| 19,5   | 30-44 ans    | 18,7   |
| 20,7   | 15-29 ans    | 19,1   |
| 20,2   | 0-14 ans     | 18     |

### Enseignement
La Madeleine fait partie de l'académie de Lille.

#### Écoles et collèges
La ville accueille :
- 5 écoles maternelles publiques[42] :
  - École Anne Frank ;
  - École Courbet ;
  - École d'Hallendre ;
  - École du Moulin Alphonse Daudet ;
  - École Gaston Leclercq.

- 4 Écoles élémentaires publiques[42] :
  - École Victor Hugo ;
  - École Louise de Bettignies ;
  - École Kléber ;
  - École Edmond Rostand :

- 2 écoles maternelles et élémentaires privées[42] :
  - Institution Jeanne d'Arc ;
  - École Sainte Geneviève.

- 2 établissements secondaires[42] :
  - Collège Yvonne Abbas ;
  - Collège Privé Saint Jean.

#### Lycées
- Lycée Valentine-Labbé (public)[42]

### Édifices civils
La Madeleine possède plusieurs édifices civils qui témoignent de son histoire et de son développement urbain.

#### Hôtel de ville

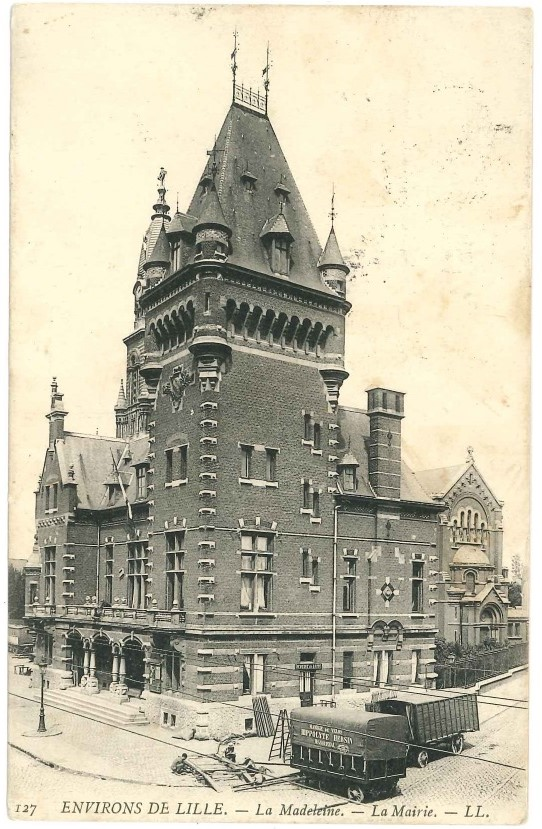
La mairie de la Madeleine en 1908.

L'hôtel de ville de La Madeleine est un bâtiment emblématique situé au 160 rue du Général-de-Gaulle. Il abrite les services municipaux et accueille les événements officiels. Son architecture mêle éléments classiques et modernes, reflétant l'évolution de la commune.

#### Patrimoine industriel
La ville a conservé plusieurs vestiges de son passé industriel, notamment d'anciennes usines et entrepôts réhabilités en espaces culturels ou résidentiels. Parmi eux :
- la Chaufferie Huet[43] transformée en salle culturelle et polyvalente ;
- une usine textile transformée en Centre de Culture et d'Animation et Théâtre du Millénaire[44].

#### Espaces publics et équipements
La ville dispose de plusieurs espaces publics et équipements civils :
- la médiathèque municipale, qui propose un large choix de livres et d'activités culturelles.
- le centre culturel, qui accueille des expositions et spectacles.
- Les salles polyvalentes, utilisées pour des événements associatifs et municipaux.

#### Sports
La Madeleine dispose d'un large éventail d'infrastructures sportives permettant la pratique de nombreuses disciplines. Parmi ces équipements, on retrouve :
- le complexe sportif des Gantois ;
- le city stade au Square Pastour ;
- le complexe sportif Claude Dhinnin[46] ;
- le complexe sportif du Romarin ;
- le dojo Maurice Grimonprez ;
- l'espace pétanque ;
- la salle Flandre 1 (salle omnisport) ;
- la salle Flandre 2 (boxe américaine) ;
- le gymnase Marcel Vandromme ;
- la piscine municipale ;
- la plaine du Sililam ;
- le pôle raquettes Jacques Donnay ;
- la salle Debeyre ;
- la salle Philippe Séguin ;
- le skate park ;
- le stade Carpentier.

## Économie
- Le siège de la société Supermarchés Match est implanté sur la commune.

## Culture et patrimoine

### Lieux et monuments

#### Édifices civils
- L'hôtel de ville, inauguré en 1892.
- Guinguette de La Madeleine, au croisement des rues du Quai et Desquiens[47].
- L'hôtel Dévallée, ancien hôtel particulier.
- Le centre d'incendie et de secours (1896)[48].

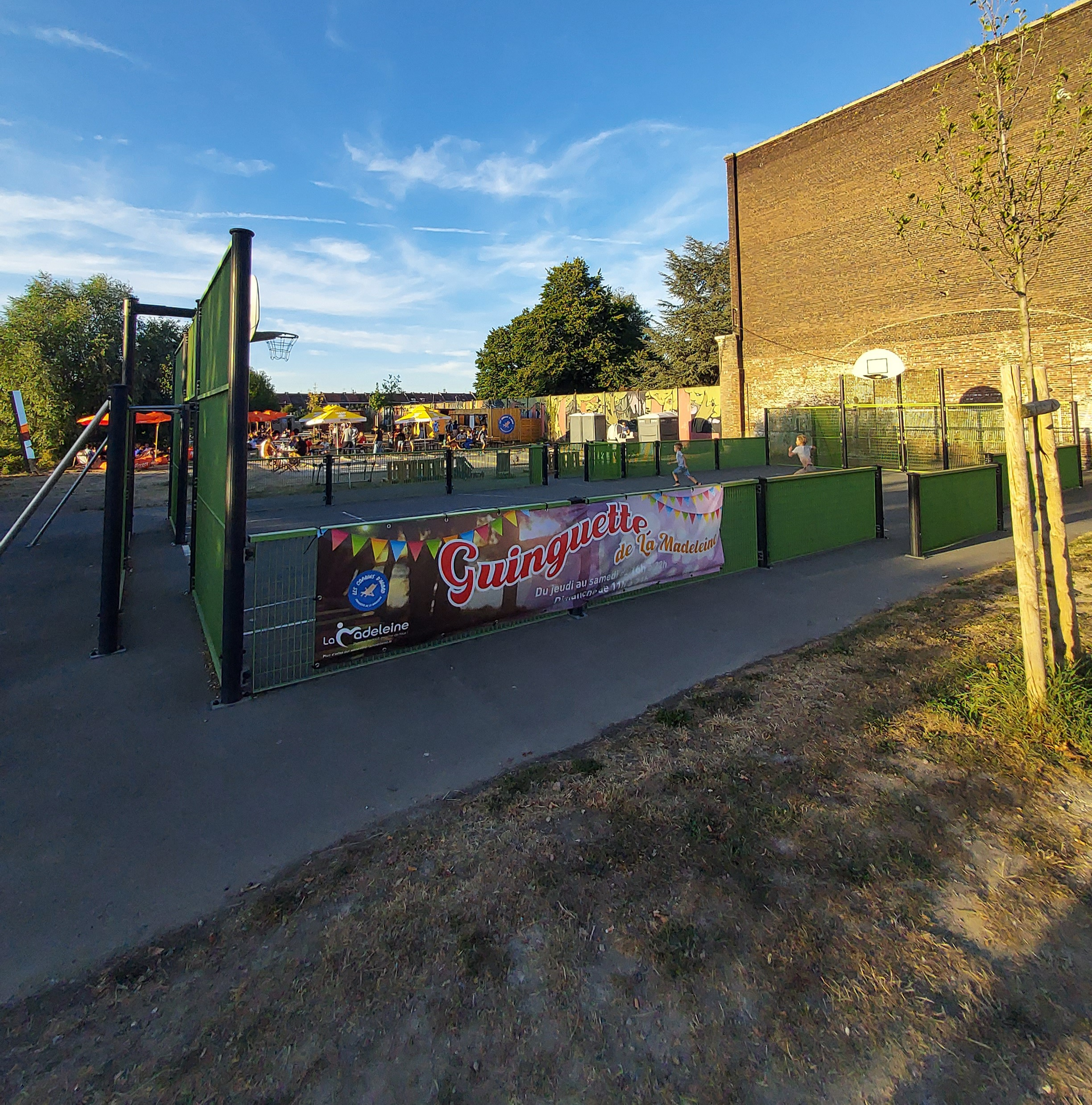
Entrée de la guinguette de La Madeleine.
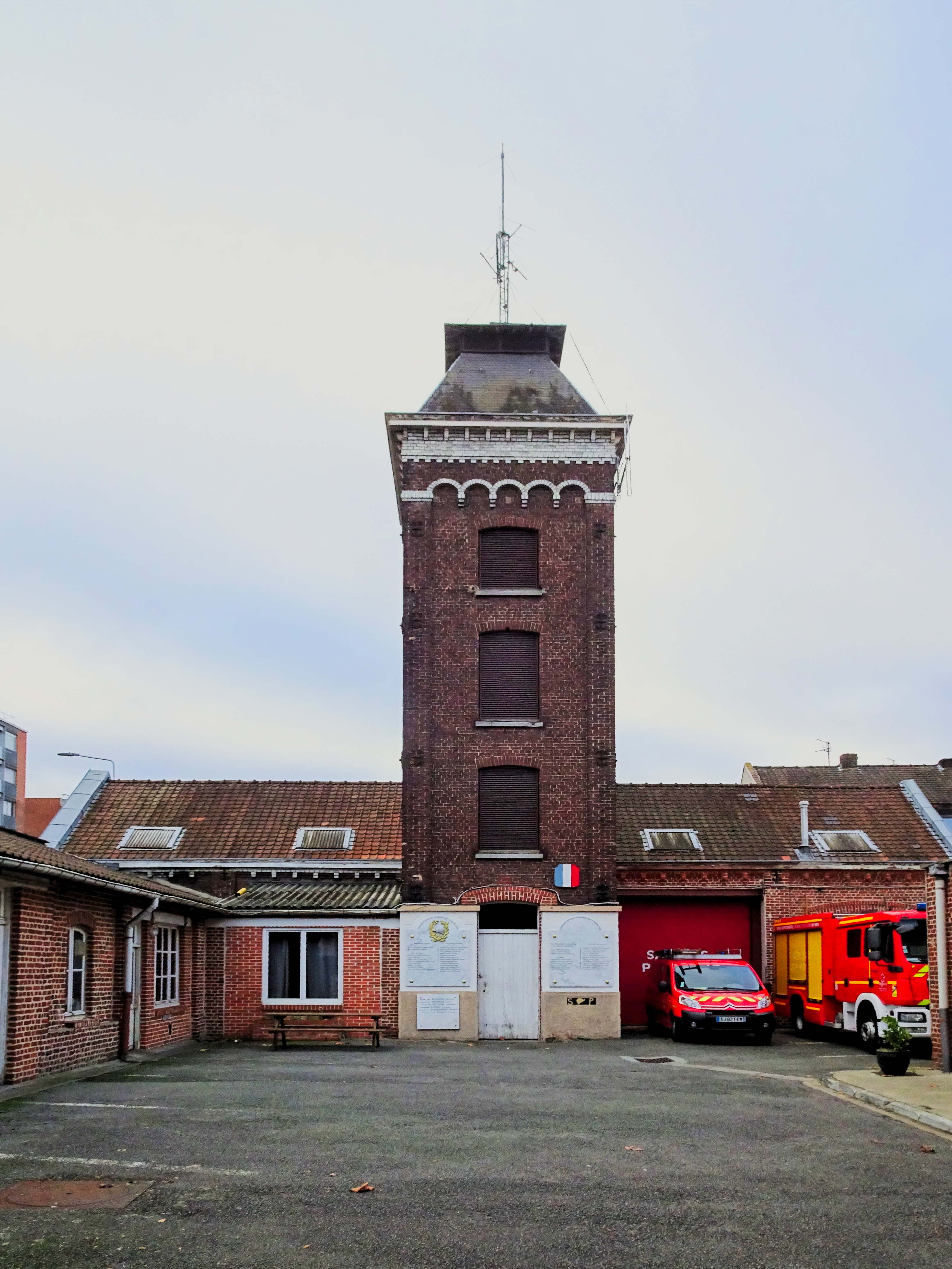
Centre d'Incendie et de Secours de La Madeleine.

#### Édifices religieux
- le couvent des Dames de Saint-Maur. Originellement un couvent fondé en 1855, doublé d'un pensionnat à partir de 1875, il est maintenant transformé en une maison de retraite, Tiers-Temps Saint-Maur. Sa chapelle bénéficie toujours de messes quotidiennes ;
- l'église Notre-Dame de Lourdes ;
- l'église Saint-Vital ;
- l'église Sainte-Marie-Madeleine, reconstruite sur les fonds de madame Léonie Scrive-Wallaert à partir de 1882 et consacrée en 1885.

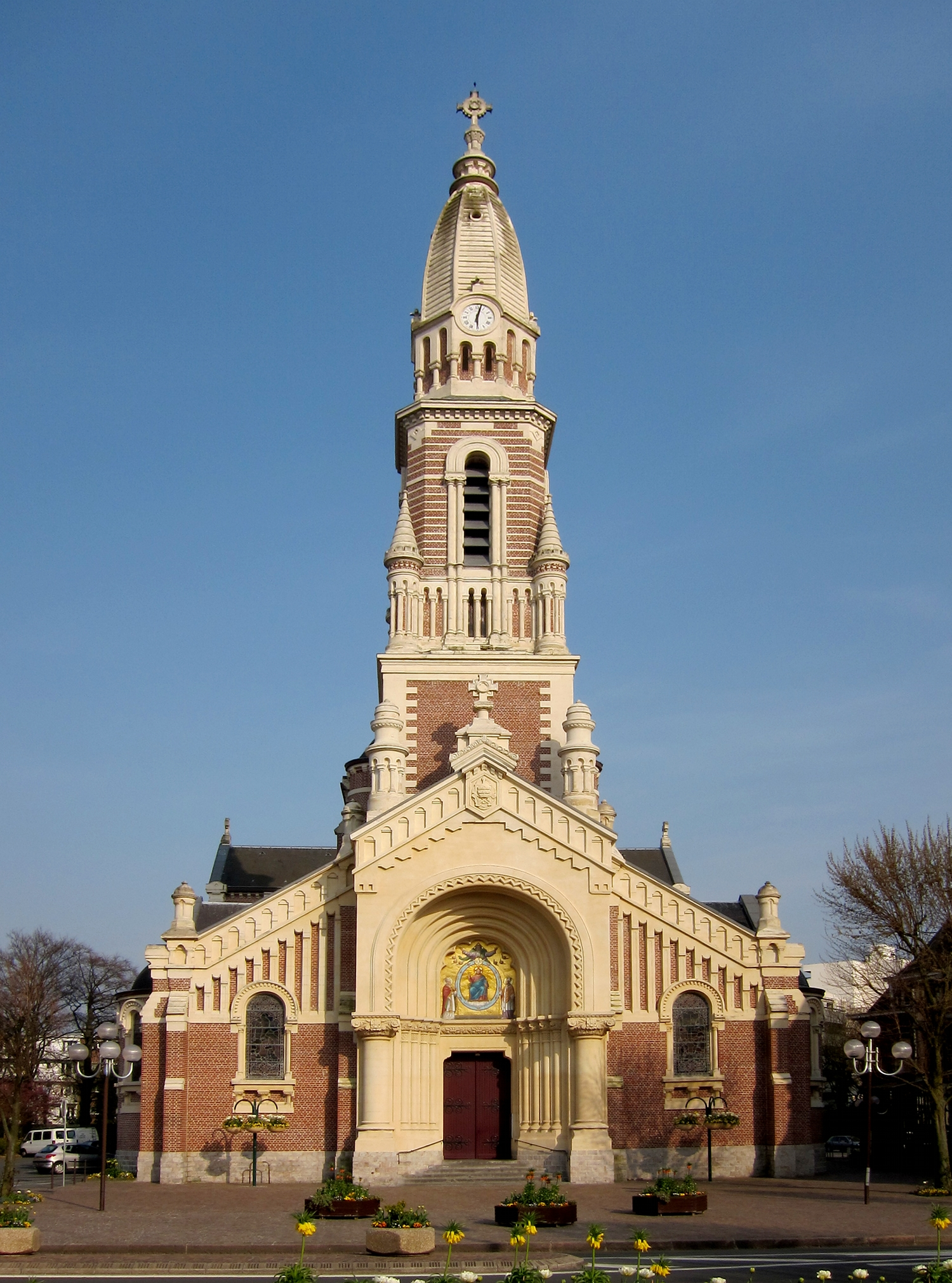
L'église Sainte-Marie-Madeleine

#### Stolpersteine
Afin de rendre hommage aux victimes du nazisme, les Stolpersteine ou pavés de mémoire sont installés dans le trottoir devant leur dernier domicile. À l'initiative de l'association Stolpersteine Nord-Pas-de-Calais deux pavés ont été posés pour rendre hommage aux résistants déportés François Duprez et Bruce Dowding. 

### Personnalités liées à la commune
- Philippe François Joseph Saladin, vicaire d'Ascq et d'Halluin, curé de La Madeleine, né à Beaumont (Belgique) le 16 octobre 1740 et assassiné à La Madeleine le 29 avril 1792 alors qu'il tentait de fuir en Belgique déguisé en femme ; il fut pendu à la lanterne du coin de la rue des Jardins[50].
- Alphonse-Amédée Cordonnier, sculpteur né à La Madeleine le 2 février 1848.
- Alphonse Merrheim, importante figure du syndicalisme, né à La Madeleine le 7 mai 1871.
- Paul Fressanges du Bost, officier de l'armée de l'air, né à La Madeleine le 16 décembre 1886, mort le 9 juin 1943.
- Albert Van Wolput, militant socialiste et résistant, né à La Madeleine le 24 mai 1889.

- Valentine Ployart (1909-1945), résistante, a vécu et a été arrêtée à La Madeleine.

- Jeannette Vermeersch, femme politique, née à La Madeleine le 26 novembre 1910, morte le 5 novembre 2001.

- Marcel Bernard, joueur de tennis, né à La Madeleine le 18 mai 1914, vainqueur du tournoi de Roland Garros en simple en 1946, en double en 1936 (avec Jean Borotra) et en 1946 (avec Yvon Petra) et en double mixte en 1935 (avec Lolette Payot) et en 1936 (avec Billie Yorke).
- Reine Steenbakkers, née à La Madeleine le 13 juin 1914, morte à La Madeleine le 5 septembre 1990 pionnière de l'art céramique en France, peintre et musicienne[51]

- Jacques Robichez, écrivain et professeur d'université, né à La Madeleine le 11 décembre 1914 et mort le 21 octobre 1999.
- Yvon Chotard, éditeur français, syndicaliste patronal et représentant de la France auprès de l'Organisation internationale du travail, né à La Madeleine le 25 mai 1921, mort le 12 novembre 1998.

- Jean-Marie Rückebusch, peintre aquarelliste né à La Madeleine le 20 juillet 1916, mort le 13 juillet 1984.

- Yvonne Abbas, résistante française, née le 29 avril 1922, morte le 13 décembre 2014. Présidente de la Section ANACR Lille-La Madeleine. Elle a donné son nom à un collège[42] et à un parc de La Madeleine.
- Jacques Dacqmine, acteur, né à La Madeleine le 30 novembre 1923, mort le 29 mars 2010.

- Guy Deroubaix évêque de Saint-Denis de 1976 à 1996, né à La Madeleine.

- Jean-Daniel Pollet, cinéaste, né à La Madeleine le 20 juin 1936, mort le 9 septembre 2004.

- Andrée Brunin, poétesse, née à La Madeleine le 13 février 1937, mort le 1er avril 1993.
- Alain Deleu, syndicaliste, né à La Madeleine.

- Michel Quint, romancier.

- Ludovic Degroote, poète.

- Dominique Quélen, poète.

### Héraldique
|  | Les armes de La Madeleine se blasonnent ainsi : « De sable à l'aigle d'argent, becquée et membrée d'or. » |

Il est notable que l'actuel blason de Lambersart est en fait l'ancien blason de La Madeleine (armoiries de La Magdeleine-Ragny, seigneur de Bourgogne), ce qui était dû une erreur de transcription dans un registre datant de 1867. En 1909 le chanoine Leuridan propose afin d'éviter les confusions de conserver pour Lambersart le blason « bourguignon » et attribue à La Madeleine le blason de la famille Crapet d'Hangouart (« De sable à l'aigle d'argent, becquée et membrée d'or. ») en référence au seigneur de son village à l'époque bourguignonne, Hangouart. En 1927 Lambersart acte dans son plan d'urbanisme le blason du seigneur de Ragny tandis que La Madeleine acte en 1926 le blason des Hangouart.
|  | Les anciennes armes de La Madeleine se blasonnaient ainsi : « D'hermines à trois bandes de gueules, chargée de douze coquilles d'or, 3, 6 et 3 dans le sens des bandes. » |

## Pour approfondir